# All You Need Is Love (田村直美の曲)
All You Need Is Love(オール・ユー・ニード・イズ・ラブ)は、田村直美の14枚目のシングル。

## 内容
ユニバーサルミュージック在籍最後となった本作はOVA「レイアース」主題歌。

## 収録曲
1. All You Need Is Love
作詞：田村直美　作曲：田村直美・Joey Carbone　編曲：月光恵亮・鷹羽仁
2. All You Need Is Love (inst.)
3. All You Need Is Love (OVA ver.)